# La Rochefoucauld-en-Angoumois
La Rochefoucauld-en-Angoumois község Franciaország Új-Aquitania régiójában, Charente megyében. Új községként 2019. január 1-jén jött létre két korábbi község: La Rochefoucauld és Saint-Projet-Saint-Constant egyesítésével. Lakosainak száma 4020 fő (2022. január 1.).

## Népesség
| Lakosok száma | 3981 | 3976 | 3977 | 3984 | 4002 | 4020 |
|               | 2017 | 2018 | 2019 | 2020 | 2021 | 2022 |